# Chassigny-sous-Dun
Chassigny-sous-Dun är en kommun i departementet Saône-et-Loire i regionen Bourgogne-Franche-Comté i östra Frankrike. Kommunen ligger i kantonen Chauffailles som tillhör arrondissementet Charolles. År 2022 hade Chassigny-sous-Dun 558 invånare.

## Befolkningsutveckling
Antalet invånare i kommunen Chassigny-sous-Dun
| Referens: INSEE |